# Quá trình tỏa nhiệt

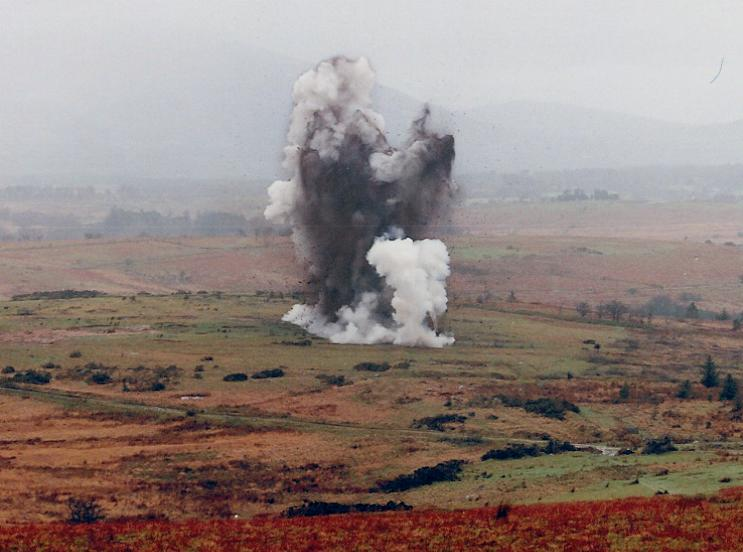
Vụ nổ là một trong các phản ứng tỏa nhiệt dữ dội nhất.

Trong nhiệt động lực học, thuật ngữ quá trình tỏa nhiệt mô tả một quá trình hoặc phản ứng giải phóng năng lượng từ hệ thống ra môi trường xung quanh, thường ở dạng nhiệt, nhưng cũng ở dạng ánh sáng (ví dụ như tia lửa, ngọn lửa hoặc đèn flash), điện (ví dụ như pin), hoặc âm thanh (ví dụ như tiếng nổ khi đốt hydro). Thuật ngữ tỏa nhiệt (exothermic) lần đầu tiên được Marcellin Berthelot đặt ra. Từ nguyên của nó đến từ tiếp đầu ngữ tiếng Hy Lạp έξω (exō, nghĩa là "ra ngoài") và từ tiếng Hy Lạp θερμικός (thermikόs, nghĩa là "nhiệt"). Đối lập với một quá trình tỏa nhiệt là một quá trình thu nhiệt (endothermic), một quá trình hấp thụ năng lượng dưới dạng nhiệt.
Khái niệm này thường được áp dụng trong khoa học vật lý cho các phản ứng hóa học, trong đó như trong năng lượng liên kết hóa học sẽ được chuyển đổi thành năng lượng nhiệt (nhiệt).
Tỏa nhiệt (và thu nhiệt) mô tả hai loại phản ứng hóa học hoặc hệ thống được tìm thấy trong tự nhiên, như sau:
Nói một cách đơn giản, sau một phản ứng tỏa nhiệt, nhiều năng lượng đã được giải phóng ra môi trường xung quanh hơn là được hấp thụ để bắt đầu và duy trì phản ứng. Một ví dụ sẽ là đốt một ngọn nến, trong đó tổng lượng calo được tạo ra từ quá trình đốt cháy (được tìm thấy bằng cách nhìn vào sự tỏa nhiệt của môi trường xung quanh và ánh sáng nhìn thấy được tạo ra, bao gồm cả sự gia tăng nhiệt độ của nhiên liệu (sáp), với oxy, trở thành CO2 nóng và hơi nước) vượt quá số lượng calo được hấp thụ ban đầu khi thắp sáng ngọn lửa và trong ngọn lửa tự duy trì. (tức là một số năng lượng được tạo ra từ quá trình đốt cháy được tái hấp thu và sử dụng trong quá trình nóng chảy, sau đó làm bay hơi sáp, v.v. nhưng (vượt xa) năng lượng được tạo ra trong việc phá vỡ liên kết carbon-hydro và kết hợp oxy với carbon và hydro thu được).
Mặt khác, trong một phản ứng thu nhiệt hoặc hệ thống thu nhiệt, năng lượng được lấy từ môi trường xung quanh trong quá trình phản ứng. Một ví dụ về phản ứng nhiệt nội là gói lạnh sơ cứu, trong đó phản ứng của hai hóa chất, hoặc hòa tan lẫn nhau, đòi hỏi calo từ môi trường xung quanh, và phản ứng làm mát túi và môi trường xung quanh bằng cách hấp thụ nhiệt từ chúng. Quá trình quang hợp là một quá trình thu nhiệt: cây hấp thụ năng lượng bức xạ, từ ánh sáng mặt trời, sử dụng nó trong các phản ứng thu nhiệt (không tự phát) như tách CO2 và H2O và kết hợp carbon và hydro tạo ra để tạo ra cellulose và các hóa chất hữu cơ khác. Những sản phẩm này, ở dạng gỗ, sau đó, có thể được đốt trong lò sưởi, tỏa nhiệt, tạo ra CO2 và nước, và giải phóng năng lượng dự trữ của chúng (một quá trình ngược lại và tự phát) dưới dạng nhiệt và ánh sáng cho môi trường xung quanh, ví dụ, ở bên trong nhà và các ống khói.

## Năng lượng tỏa ra
Quá trình tỏa nhiệt chỉ sự biến đổi mà một hệ kín giải phóng năng lượng (nhiệt) cho môi trường xung quanh, với biểu thức
Q < 0.
Khi quá trình biến đổi xảy ra ở áp suất không đổi và không có trao đổi năng lượng điện, nhiệt năng Q bằng thay đổi entanpi:
∆H < 0,
trong khi đó ở thể tích không đổi, theo định luật thứ nhất của nhiệt động lực học, nó cũng bằng thay đổi nội năng, hay:
∆U = Q + 0 < 0.
Trong một hệ đoạn nhiệt (tức là một hệ không trao đổi nhiệt với môi trường xung quanh), một quá trình tỏa nhiệt nếu xảy ra với hệ sẽ dẫn đến sự tăng nhiệt độ của hệ.
Trong các phản ứng hóa học tỏa nhiệt, nhiệt lượng tỏa ra bởi phản ứng ở dưới dạng năng lượng điện từ hoặc động năng của các phân tử. Sự chuyển mức năng lượng lượng tử của các electron làm cho ánh sáng (photon) được tỏa ra. Ánh sáng này tương đương về năng lượng với một phần năng lượng ổn định hóa cho phản ứng hóa học, hay năng lượng liên kết, sau khi được phát ra có thể bị hấp thụ bởi các phân tử khác trong dung dịch để gây ra chuyển động tịnh tiến và quay của các phân tử, dẫn đến nhiệt theo nghĩa cổ điển. Trong phản ứng tỏa nhiệt, năng lượng cần thiết để phát sinh phản ứng ít hơn năng lượng cuối cùng được tỏa ra, do đó có trên tổng thể có sự giải phóng năng lượng.

## Ví dụ

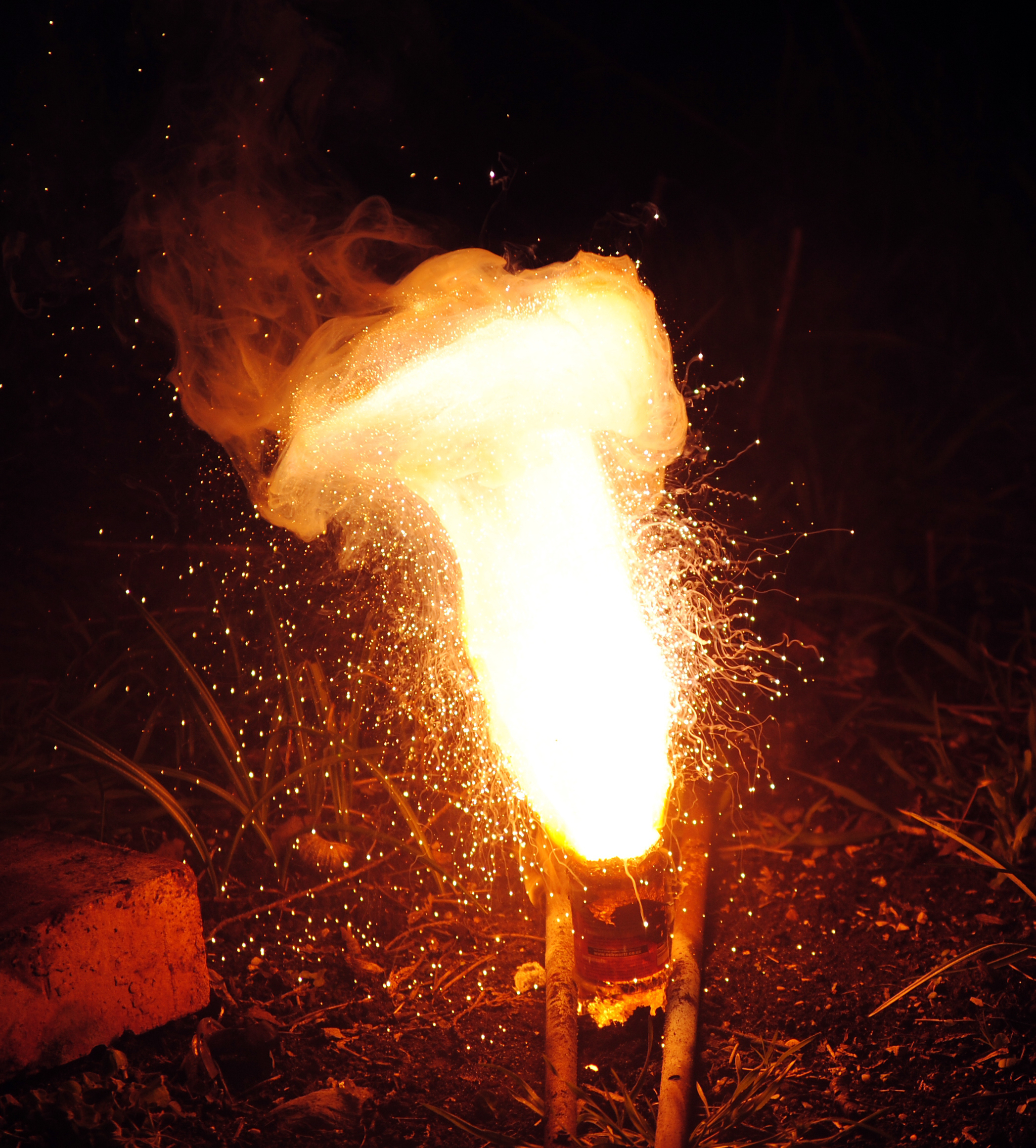
Một phản ứng nhiệt nhôm sử dụng sắt(III) oxide. Các hạt lửa bay ra là giọt sắt nóng chảy kèm theo khói trên đường đi.

Một vài ví dụ về quá trình tỏa nhiệt gồm:
- Sự cháy của các nhiên liệu như gỗ, than và xăng/dầu
- Phản ứng nhiệt nhôm[6]
- Phản ứng của các kim loại kiềm và các kim loại với độ âm điện thấp khác với nước
- Sự ngưng tụ của mưa từ hơi nước
- Pha nước với axit mạnh hay bazơ mạnh
- Phản ứng của axit với bazơ
- Phản ứng của cacbohydrat với axit sunfuric
- Pha vôi sống với nước để tạo ra vôi tôi
- Sự kết cứng của xi măng và bê tông
- Một số phản ứng trùng hợp như sự kết cứng của nhựa epoxy
- Phản ứng của hầu hết kim loại với halogen hoặc oxy
- Phản ứng nhiệt hạch trong bom khinh khí hoặc trong lõi sao (trở thành sắt)
- Phản ứng phân hạch của các nguyên tố nặng
- Phản ứng giữa kẽm và axit clohydric
- Sự hô hấp tế bào (sự phá vỡ phân tử glucose để giải phóng năng lượng trong tế bào)

## Hệ quả với phản ứng hóa học
Các phản ứng hóa học tỏa nhiệt thường tự phát hơn quá trình ngược lại của chúng, phản ứng thu nhiệt.
Trong các phản ứng hóa học tỏa nhiệt, nhiệt tỏa ra có thể được viết kèm theo các sản phẩm của phản ứng.